# Zygmunt Kowalski
Zygmunt Kowalski ps. „Chwalibóg” (ur. 29 kwietnia 1903 w Sosnowcu, zm. 14 sierpnia 1944 w Warszawie) – polski malarz, grafik, poeta, żołnierz AK, powstaniec warszawski.

## Życiorys

### Dzieciństwo i edukacja
Urodził się i wychował w Sosnowcu, gdzie rozpoczął swoją edukację. 25 lutego 1920 r. przerwał swoją naukę, żeby jako ochotnik wziąć udział w Wojnie polsko-bolszewickiej. Walczył na froncie litewsko-białoruskim w 85 Pułku Strzelców Wileńskich. W 1925 roku uzyskał maturę w Królewskiej Hucie i wstąpił na Wydział Sztuk Pięknych Uniwersytetu Stefana Batorego w Wilnie, gdzie studiował malarstwo. W 1927 roku brał udział w założeniu Cechu św. Łukasza, studenckiego stowarzyszenia artystyczno-samopomocowego o profilu narodowym. Zygmunt Kowalski był jednym z liderów tej organizacji, prawdopodobnie to on zaprojektował jej znak oraz uniform. W ramach działalności w Cechu brał m.in. udział w wykonaniu polichromii kościoła św. Ignacego Loyoli w Wilnie.
W 1929 roku wygrał konkurs na projekt munduru Bratniej Pomocy Polskiej Młodzieży Akademickiej. Był redaktorem artystycznym uczelnianego rocznika Alma Mater Vilnensis, w którym opublikował m.in. poemat w formie kazań o św. Franciszku z Asyżu.
W 1930 roku Cech św. Łukasza wydał swój rocznik pt. „Nasza Forma”, do którego Kowalski napisał kilka tekstów, gdzie wykładał swoje poglądy na sztukę i krytykował decyzje władz uczelni. Jego tezy spotkały się ze stosunkowo dużą krytyką na łamach Alma Mater Vilnensis oraz sprawiły, że popadł w konflikt z prof. Ferdynandem Ruszczycem. Na skutek tego wydarzenia w 1930 roku Zygmunt Kowalski przerwał studia na USB i przeniósł się na warszawską Szkołę Sztuk Pięknych, która słynęła z poglądów zbliżonych do tych prezentowanych przez Kowalskiego na łamach “Naszej Formy”.

W 1932 roku wstąpił do Szczepu Rogate Serce Stanisława Szukalskiego, z którym znał się najprawdopodobniej przez innego lidera Cechu św. Łukasza, prof. Stanisława Matusiaka. Przybrał tam pseudonim „Zygmunt z Sosnowca”. W tym samym roku wziął ślub z Zofią Więckowską w Parafii Najświętszego Zbawiciela w Warszawie. W Szczepie zaprzyjaźnił się z Antonim Bryndzą ps. „Ziemitrud z Kalwarii”, z którym wykonał polichromię w kościele w Tczycy. Według podań rodzinnych w 1939 roku dostał się na stypendium w Paryżu związane z dziennikarstwem i literaturą, jednak jego realizację przerwał wybuch wojny. Był bliskim przyjacielem znanego artysty Józefa Orwida. 

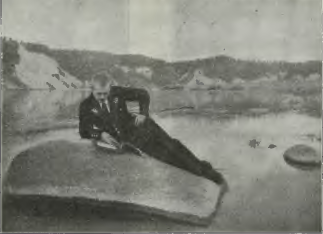
Student Bratniej Pomocy Polskiej Młodzieży Akademickiej w organizacyjnym mundurze zaprojektowanym przez Zygmunta Kowalskiego

### Działalność podczas II wojny światowej
W 1939 roku wstąpił do AK pod pseudonimem „Chwalibóg”.
W 1944 roku wziął udział w Powstaniu Warszawskim, gdzie został przydzielony do zgrupowania „Sienkiewicz” Grupy Północ. Jego dowódcą był kpt. Stanisław Poteralski ps. “Kumor”. Pełnił służbę na warszawskiej starówce jako oficer gospodarczy.
14 sierpnia 1944, gdy dowiedział się o przysypaniu pod gruzami Reduty Banku Polskiego sierżanta Białego i ppr. Żelskiego, postanowił wbrew rozkazom dowództwa pójść im z pomocą. Zginął trafiony podczas ostrzału niemieckiego na ul. Bielańskiej. Został pochowany przed kościołem na ul. Długiej.

### Losy powojenne
Kamienica, w której mieszkał i przechowywał większość swojej pracy twórczej, legła w gruzach w kolejnych dniach powstania. Zofia Kowalska załamana śmiercią męża zapadła na bliżej nieznaną chorobę psychiczną i zmarła w szpitalu psychiatrycznym w Tworkach. Zachował się do dziś jeden pisany wierszem poemat opisujący dzieje z kart Ewangelii oraz kilka obrazów w zbiorach rodzinnych i kolekcjach prywatnych.